# Hương Vỹ
Hương Vỹ là một xã thuộc huyện Yên Thế, tỉnh Bắc Giang, Việt Nam.
Xã Hương Vỹ có diện tích 6,92 km², dân số năm 1999 là 5198 người, mật độ dân số đạt 751 người/km².

## Địa lý
Xã Hương Vỹ nằm ở phía đông nam huyện Yên Thế, có vị trí địa lý:
- Phía tây giáp xã Đồng Kỳ
- Phía đông giáp xã Đông Sơn
- Phía bắc giáp xã Đồng Hưu
- Phía nam giáp thị trấn Bố Hạ.

## Kinh tế
có các ngành chủ yếu là: sản xuất vôi,cay làm vật liệu xây dựng, chăn nuôi gà(đây là một đặc sản của gà đồi Yên Thế)
cây trồng: vải thiều, bạch đàn, keo...